# Yvonne Hackenbrochová
Yvonne Alix Hackenbroch (27. dubna 1912 Frankfurt nad Mohanem – 7. září 2012 Londýn), byla britská historička umění německého původu, muzejní kurátorka a spisovatelka.

## Život
Narodila se ve Frankfurtu nad Mohanem jako druhá ze tří dcer obchodníka s uměním Zachariase Maxe Hackenbrocha (1884–1937) a jeho manželky Clementine Hackenbrochové, rozené Schwarzschildové (1888–1984), a praneteř frankfurtského obchodníka s uměním Meyera Seliga Goldschmidta (1865–1922). Jako dítě se naučila mluvit francouzsky, anglicky, německy a italsky. Vystudovala dějiny umění na Univerzitě Ludwiga Maxmiliana v Mnichově a v prosinci 1936 tam jako poslední Židovka obhájila doktorát. Po emigraci do Londýna byla přijata do Britského muzea. Patřila do kolektivu, který vykopal a katalogizoval raně středověký poklad ze Sutton Hoo. Brzy se stala uznávanou konzultantkou v oboru šperku, například roku 1944 pro film Jindřich V. s Laurencem Olivierem v hlavní roli.
V letech 1946–1949 se na pokyn britské vlády přestěhovala do kanadského Toronta, aby tam vyhodnotila sbírku renesančního umění z válečného odkazu Arthura Hamiltona Lee, vikomta z Farehamu.
Roku 1949 se odstěhovala do New Yorku, kde v Metropolitním muzeu umění katalogizovala sbírku Irwina Untermyera a vydala ji v sedmi knihách (stříbro, bronzy, porcelán, textil a nábytek). V muzeu se následně stala kurátorkou renesančního uměleckého řemesla a přijala občanství Spojených států. 
Zůstala celý život svobodná a nezávislá. Po svém penzionování se vrátila do Londýna a žila v bytě v Hyde Park Gardens 31 až do smrti. Zemřela čtyři měsíce po oslavě 100. narozenin.

## Vybrané publikace
- Italienisches Email des frühen Mittelalters. Holbein-Verlag, Basel - Leipzig 1938 (Disertační práce).
- The Irwin Untermyer collection. Harvard University Press, Cambridge, Mass./ Thames and Hudson, London 1956–1963, 6 svazků:
  - 1: Meissen and other continental porcelain, faience and enamel in the Irwin Untermyer collection. 1956
  - 2: Chelsea and other English porcelain, pottery and enamel in the Irwin Untermyer collection. 1957.
  - 3: English furniture with some furniture of other countries in the Irwin Untermyer Collection. 1958.
  - 4: English and other needlework, tapestries and textiles in the Irwin Untermyer collection. 1960.
  - 5: Bronzes, other metalwork and sculpture in the Irwin Untermyer collection. 1962.
  - 6: English and other silver in the Irwin Untermyer collection. 1963.
- Renaissance Jewellery. Sotheby Parke Bernet, London 1979 (anglicky), Mnichov 1980 (německy)